# ناثان كينغ
ناثان كينغ (بالإنجليزية: Nathan King)‏ هو عازف قيثارة بريطاني، ولد في 29 أغسطس 1970.

## وصلات خارجية
- ناثان كينغ على موقع ميوزك برينز (الإنجليزية)
- ناثان كينغ على موقع ديسكوغز (الإنجليزية)